# 山川弘至
山川 弘至（やまかわ ひろし、大正5年（1916年）9月10日 - 昭和20年（1945年）8月11日）は、歌人、詩人、国文学者。
岐阜県奥美濃の郡上市生まれ。國學院大學文学部国文科卒。折口信夫に師事。林富士馬らと文芸同人誌を興す。田中京子（山川京子）と結婚後5日目に召集され、敗戦直前に台湾で爆撃のため28歳で死去。

## 著書
- 『近世文芸復興の精神 日本の自覚と国学の源流』大日本百科全書刊行会 1943
- 『ふるくに 詩集』大日本百科全書刊行会 まほろば叢書 1943
- 『やまかは 詩歌集』白藤書社 1947
- 『日本創世叙事詩』（新訳古事記）長谷川書房 1952
- 『山川弘至書簡集』桃の会 1991
- 『こだま 山川弘至詩集』桃の会 2005
- 『山川の音 山川弘至歌集』桃の会 2005
- 『山川弘至遺文集』桃の会 2005
- 『國風の守護』錦正社 2006
- 『山川弘至書簡集』山川弘至記念館　2011年

. NCID BB08934063　